# Вудс, Алан
А́лан Вудс (англ. Alan Woods; род. в 1944 году в Суонси, Уэльс) — троцкистский политик и писатель. Один из ведущих членов Международной марксистской тенденции.

## Биография
Родился в рабочей семье с сильными коммунистическими традициями.
В 16 лет вступил в организацию «Молодые социалисты», где присоединился к возглавляемой Тедом Грантом группе «Militant» внутри Лейбористской партии. Изучал русский язык в университете Сассекса, а затем в Софии (Болгария) и в Московском государственном университете.
Вместе с женой и двумя маленькими дочерьми переехал в Испанию в начале 1970-х годов, где участвовал в борьбе против диктатуры Франсиско Франко и изучал языки, включая итальянский, английский, испанский, французский, немецкий и русский. Один из основателей Комитета за рабочий интернационал (КРИ), образованного в 1974 году сторонниками тенденции «Militant» из нескольких стран.
К началу 1990-х годов внутри КРИ возникает недовольство продолжающейся работой внутри Лейбористской партии. Большинство организации во главе с Питером Таафом считало, что в тот период нужно было начинать строить открытые массовые организации. Тед Грант, — противник такого подхода и его сторонники, в том числе Алан Вудс, — оказались в меньшинстве, которое в 1992 году было исключено из КРИ.
Сторонники Гранта из разных стран, вышедшие из КРИ, в 1992 году сформировали Комитет за марксистский интернационал, с 2006 года известного как Международная марксистская тенденция (ММТ). В 1992 году Грант и Вудс создали журнал «Socialist Appeal» (Социалистической призыв). В настоящее время является ведущим теоретиком ММТ и редактором веб-сайта «В защиту марксизма». На политическом уровне он участвовал во встречах с Уго Чавесом и отстаивает идею о том, что Боливарианская революция является частью мировой революции. Путешествует, поддерживает другие революционные процессы — в Пакистане, Боливии и на Кубе.